# Oncocnemis phairi
Oncocnemis phairi är en fjärilsart som beskrevs av Mcdunnough 1927. Oncocnemis phairi ingår i släktet Oncocnemis och familjen nattflyn. Inga underarter finns listade i Catalogue of Life.